# 札幌市天文台

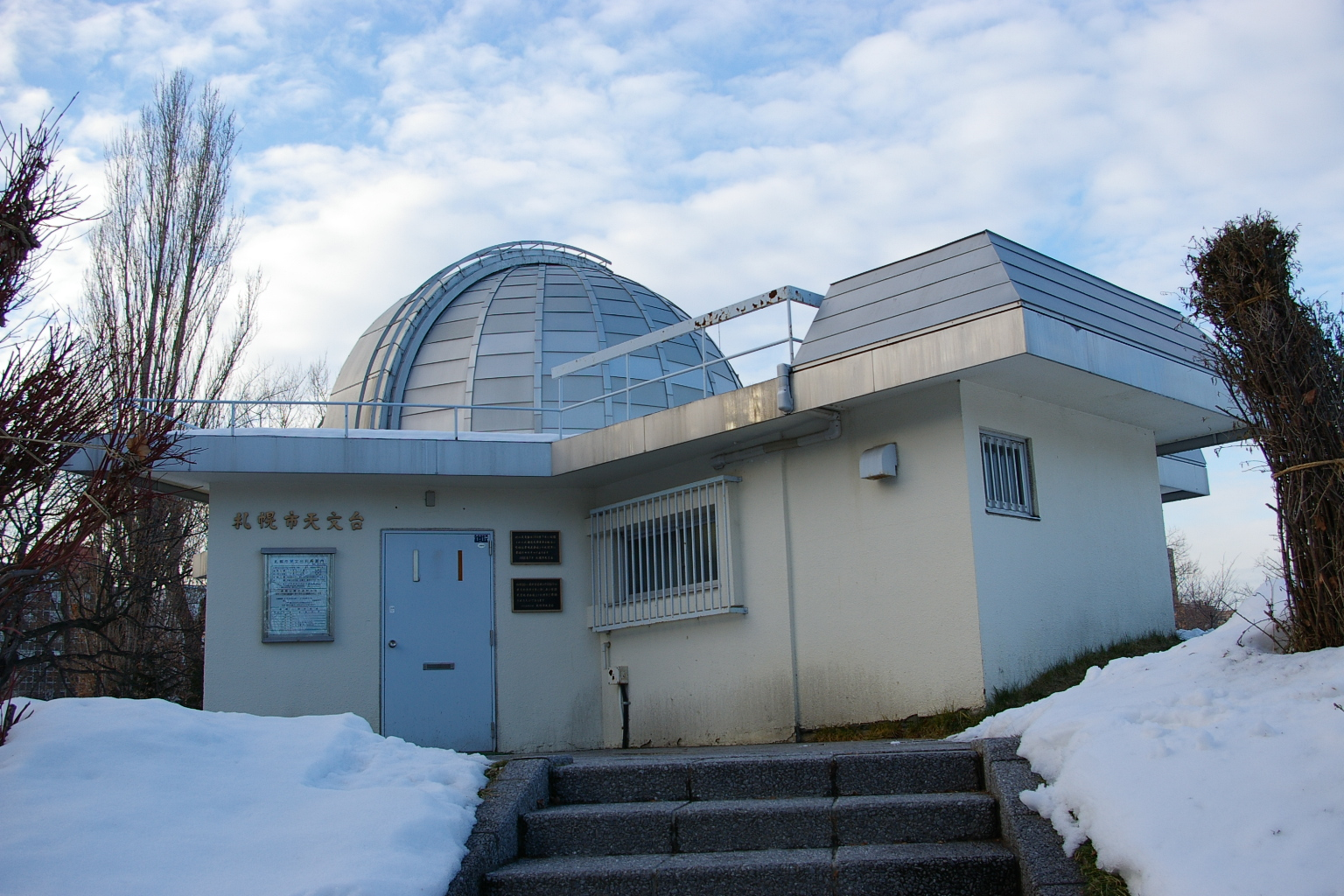
札幌市天文台

札幌市天文台（さっぽろしてんもんだい）は、北海道札幌市中央区にある公開天文台。札幌市青少年科学館が管理し、中島公園内に位置する。所在地は北海道札幌市中央区中島公園1-17。

## 概要
1958年に北海道大博覧会施設の一つとして開館した。内部には20cm口径のレンズを持つF12屈折望遠鏡を備えており、昼間公開として午前10時から午後4時まで、太陽を観察対象として無料開放を行っている。また、夜間公開も実施しており、2007年は雨天または曇天時以外、全12回・60日間の星の観望会を行う。休館日は月曜日の午後から火曜日と、年末年始を含む国民の祝日。観察対象は日によって異なり、主に月・土星やしし座、ペガスス座、アンドロメダ座が見られるほか、日食などの特殊な天文現象が起こる日には、特別の観望会を行う場合もある。
天文台は中島公園内に位置しており、近隣には札幌コンサートホールKitara、豊平館、北海道立文学館がある。最寄り駅は札幌市営地下鉄南北線・中島公園駅など。